# Късна Цин
Късна Цин (на китайски: 後秦; на пинин: Hòuqín) е държава в Източна Азия, едно от Шестнайсетте царства, съществувало от 384 до 417 година в централната част на днешен Китай.
Късна Цин възниква през 384 година, когато Яо Чан, цянски военачалник на служба в империята Ранна Цин, който създава собствена държава, първоначално в източната част на Гансу. По-късно Късна Цин участва активно в унищожаването на Ранна Цин и завзема нейната столица Чанан. Владетелите на Късна Цин използват титлата император. През 417 година Късна Цин е унищожена от Източна Дзин, но голяма част от територията ѝ е завладяна от Ся.

## Владетели на Късна Цин
| Име | Име    | Управление |
| --- | ------ | ---------- |
| 1   | Яо Чан | 384-394    |
| 2   | Яо Син | 394-416    |
| 3   | Яо Хун | 416-417    |